# جیمز ادوارد اوگلتورپ
جیمز ادوارد اوگلتورپ (انگلیسی: James Oglethorpe; ۲۲ دسامبر ۱۶۹۶ – ۳۰ ژوئن ۱۷۸۵) سیاست‌مدار اهل پادشاهی بریتانیای کبیر بود. وی همچنین برندهٔ جوایزی همچون همکار انجمن سلطنتی شده‌است.